# Mohd Nor Rizuan Zainal
Mohd Nor Rizuan Zainal (né le 20 juin 1986) est un coureur cycliste malaisien.

## Palmarès
- 2008
  - 8e et 11e étapes du Tour d'Indonésie
- 2009
  - 9e étape du Tour d'Indonésie
- 2010
  - 7e étape du Tour de Taïwan
- 2012
  - 3e du championnat de Malaisie sur route

## Classements mondiaux
| Année         | 2009 | 2010 | 2011 | 2012 |
| ------------- | ---- | ---- | ---- | ---- |
| UCI Asia Tour | 106e | 132e |      | 121e |